# Замок Салас
Кастільо-де-Салас (ісп. Castillo de Salas) або Замок Салас — замок у місті Салас в регіоні Астурія, на півночі Іспанії. Вперше згадується у документах 1124 року.

## Зовнішній фасад
Замок з'єднаний мостом із палацом Вальдеса Саласа, в якому нині розміщений невеликий готель. Замок має вигляд великої квадратної вежі з чотирма поверхами: підвал, де знаходяться підземелля, і три поверхи з бочкоподібними склепіннями. Поверхи з'єднані вузькими гвинтовими сходами, а дах оточений зубчастими стінами з конічними циліндрами на кожному з чотирьох кутів. Є лише три вікна; інше це прорізи для стріл, виключно в оборонних цілях. Також є машикулі на другому поверсі, над головною брамою, до якої можна було дістатися через рів. 

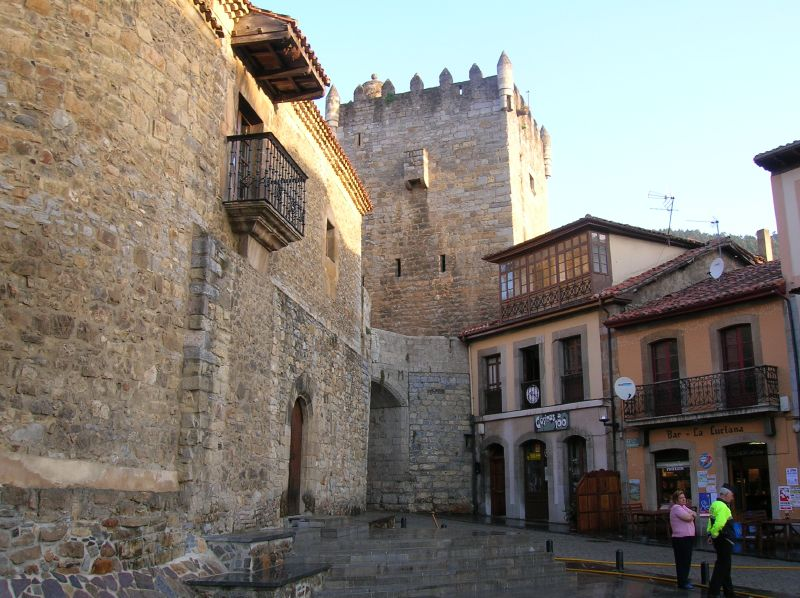

## Внутрішня структура
Усередині вежі знаходиться музей дороманського мистецтва, який є цінною колекцією експонатів з церкви Сан-Мартін, звідси й назва Museo Prerrománico de San Martín de Salas. Ці експонати дають уявлення про декоративне багатство дороманського мистецтва X століття в Іспанії.